# Табаны
Табаны, Табань (рум. Tabani) — село в Бричанском районе Молдавии. Относится к сёлам, не образующим коммуну.

## География
Село Табань расположено на реке Лопатинка примерно в 4 км к югу от города Бричаны. В 3 км к северо-западу от села проходит автодорога М14. Ближайшие сельские населённые пункты — сёла Коликауцы и Старые Каракушаны.
Высота населённого пункта 203 метра над уровнем моря.

## Население
По данным переписи населения 2004 года, в селе Табань проживает 3131 человек (1450 мужчин, 1681 женщина).
Этнический состав села:
| Национальность | Число жителей | Процентный состав |
| -------------- | ------------- | ----------------- |
| молдаване      | 3056          | 97,6              |
| украинцы       | 37            | 1,18              |
| русские        | 20            | 0,64              |
| румыны         | 15            | 0,48              |
| гагаузы        | 1             | 0,03              |
| болгары        | 1             | 0,03              |
| прочие         | 1             | 0,03              |
| Всего          | 3131          | 100 %             |